# Dover (distretto)
Dover è un distretto locale del Kent, Inghilterra, Regno Unito, con sede nella città omonima.
Il distretto fu creato con il Local Government Act 1972, il 1º aprile, 1974 dalla fusione dei borough di Deal, Dover e Sandwich con il Distretto rurale di Dover e parte del Distretto rurale di Eastry.

## Stemma araldico
Lo stemma di Dover rappresenta tre leoni stilizzati ognuno unito con la poppa di una nave; lo scudo è sorretto da due cavallucci marini, che indossano una corona e brandiscono una spada, segno dell'importanza storica della città per la difesa dell'Inghilterra. 

## Città e parrocchie
Nel distretto ci sono tre città: Dover, Deal e Sandwich e le seguenti parrocchie:
- Alkham
- Ash
- Aylesham
- Capel-le-Ferne
- Denton con Wootton
- Eastry
- Eythorne
- Goodnestone
- Great Mongeham
- Guston
- Hougham without
- Langdon
- Lydden
- Nonington
- Northbourne
- Preston
- Ringwould con Kingsdown
- Ripple
- River
- Sheperdswell con Coldred
- Sholden
- St Margaret-at-Cliffe
- Staple
- Stourmouth
- Sutton by Dover
- Temple Ewell
- Tilmanstone
- Walmer
- Whitfield
- Wingham
- Woodnesborough
- Worth